# Gerard Kemkers
Geert Gerrit „Gerard” Kemkers (ur. 8 marca 1967 w Groningen) – holenderski łyżwiarz szybki, brązowy medalista olimpijski i wicemistrz świata.

## Kariera
Pierwszy sukces w karierze Gerard Kemkers osiągnął w 1988 roku, kiedy zdobył brązowy medal w biegu na 5000 m podczas igrzysk olimpijskich w Calgary. W zawodach tych wyprzedzili go jedynie Szwed Tomas Gustafson i kolejny Holender, Leo Visser. Na tych samych igrzyskach był też piąty na dystansie 10 000 m, mimo upadku w trakcie wyścigu. Rok później wywalczył srebrny medal na wielobojowych mistrzostwach świata w Oslo, plasując się za Leo Visserem, a przed Norwegiem Geirem Karlstadem. Był też czwarty podczas mistrzostw świata w Inzell w 1986 roku i na mistrzostwach świata w Innsbrucku w 1990 roku. Ponadto zdobył brązowy medal na mistrzostwach Europy w Hadze w 1988 roku oraz srebrny na rozgrywanych rok później mistrzostwach Europy w Göteborgu. Wielokrotnie stawał na podium zawodów Pucharu Świata, odnosząc przy tym trzy zwycięstwa. W sezonie 1988/1989 zwyciężył w klasyfikacji końcowej na 5000 m/10 000 m, a w sezonie 1987/1988 był drugi. Wielokrotnie zdobywał medale mistrzostw Holandii, w tym złote na 5000 m w latach 1988 i 1989.
Ustanowił jeden rekord świata.
Karierę zakończył w 1990 roku z powodu kontuzji. Został trenerem, prowadził między innymi reprezentacje USA i Holandii.
Jego żoną jest włoska panczenistka Elke Felicetti.

### Mistrzostwa świata
- Mistrzostwa świata w wieloboju
  - srebro – 1989